# Lucus a non lucendo
Lucus a non lucendo, latin, "skog heter på latin lucus, därför att där non lucet" (d.v.s. icke är ljust), ett från Quintilianus ("De institutione oratoria", I, 6) härstammande uttryck, som begagnas för att beteckna en befängd härledning av ett ord.